# فرانسيسك سوبكزاك
فرانسيسك سوبكزاك (4 أكتوبر 1939 – 24 أبريل 2009) هو مبارز بالسيف بولندي راحل، مثّل بلاده في الألعاب الأولمبية الصيفية 1968.

## روابط خارجية
فرانسيسك سوبكزاك على موقع أوليمبيديا (الإنجليزية)